# غاري روس (لاعب كرة قاعدة)
غاري روس (بالإنجليزية: Gary Ross)‏ هو لاعب كرة قاعدة أمريكي، ولد في 16 سبتمبر 1947 في ماكيسبورت في الولايات المتحدة.

## وصلات خارجية
- غاري روس على موقع دوري كرة القاعدة الرئيسي (الإنجليزية)
- غاري روس على موقعبيزبول رفرنس.كوم (الدوري الرئيسي) (الإنجليزية)
- غاري روس على موقعبيزبول رفرنس.كوم (الدوري الثانوي) (الإنجليزية)